# Munakunta
Munakunta var en finsk fremstillings-, distributions- og pakkerivirksomhed. Virksomheden pakkede og distribuerer skalæg. Virksomheden havde 139 medarbejdere og sit hovedsæde placeret i Piispanrist, Finland. Munakunta omsatte i 2013 for 392 mio. kr.
17. juni 2014 købte den danske Hedegaard Foods A/S 50% af aktierne i Munakunta. Virksomheden lukkede i løbet af juni for at kunne genopstå som en del af det nystiftede selskab Muna Foods Oy. Nuværende direktør i Munakunta Jan Lähde, bliver ny direktør i Muna Foods Oy, mens Ivan Noes Jørgensen direktør i DAVA Foods har det
overordnede ledelsesansvar for hele koncernen.

## Eksterne links
- Virksomhedens hjemmeside